# ビクトル・エリセ
ビクトル・エリセ・アラス（Víctor Erice Aras, 1940年6月30日 - ）は、スペイン・ビスカヤ県出身の映画監督・脚本家。
短編映画を除けば、エリセは1969年の長編監督デビューから2023年までに4作品しか監督しておらず、とても寡作な監督として知られている。

## 経歴
1940年、バスク地方のビスカヤ県カランサに生まれた。
幼少時に一家でギプスコア県サン・セバスティアンに引っ越し、そこで17年間暮らした。6歳の時に初めて観た映画は、ロイ・ウィリアム・ニール監督のアメリカ映画『緋色の爪』である。少年時代にはジョン・フォード、ハワード・ホークス、マイケル・カーティス、ヴィクター・フレミングなどのアメリカ人俳優の映画を好んで観た。中等教育を終えると首都マドリードに定住し、マドリード大学（現マドリード・コンプルテンセ大学）では政治学と法学を専攻した。1960年にスペイン国立映画学校に入学して映画製作を学び、在学中にはクアデルノス・デ・アルテ・イ・ペンサミエント（芸術と思想）誌やヌエストロ・シネ（われらの映画）誌で映画評論を行っている。1963年に『失われた日々』で監督資格を得た。アンチョン・エセイサやミゲル・ピカソと共同で脚本を執筆。1969年にはオムニバス作品『挑戦』の最終章を担当し、監督としてデビューした。
1973年には長編第一作『ミツバチのささやき』を撮り、同年のサン・セバスティアン国際映画祭でグランプリに輝いた。この映画はスペイン内戦終結直後（1940年代）のスペインの農村部の精神状況を的確に表現しており、批評家のトニー・ラインズは『みつばちのささやき』を「忘れられない気持ちの作品」と表現した。その後はコマーシャル映像を手掛け、なかなか第二作を撮らなかった。1983年にはアデライダ・ガルシア・モラレスの短編を原作とする、長編第二作『エル・スール』の脚本と監督を務めた。前作同様に少女の成長をテーマとしたが、プロデューサーのエリアス・ケレヘタは物語の後半部1/3をカットした。カンヌ国際映画祭で高評価されるも、最高賞に当たるパルム・ドールは今村昌平監督の『楢山節考』が受賞した。
1992年の長編第三作『マルメロの陽光』は画家のアントニオ・ロペス・ガルシアについてのドキュメンタリーであり、カンヌ国際映画祭では審査員賞と国際映画批評家連盟賞を受賞した。2002年には、数人の監督がそれぞれ10分の短編を監督したオムニバス映画『10ミニッツ・オールダー 人生のメビウス』に参加。ジェフ・アンドリューはTime Out Film Guide誌で、『10ミニッツ・オールダー』におけるエリセの作品を「実に見事である」と称賛し、「もっと頻繁に作品を撮ってくれるといいんだが」と付け加えた。スペイン国内外でのエリセの作品の評価は、ほぼ全会一致で熱狂的である。2007年にはポンピドゥー・センターで、アッバス・キアロスタミ監督との映像による往復書簡『ビクトル･エリセ/アッバス･キアロスタミ、書簡』展が開催された。2010年にはカンヌ国際映画祭の長編部門審査員を務め、初めて映画を審査する側に回った。2023年には『エル・スール』以来40年ぶりの長編劇映画『瞳をとじて』を発表した。

## 監督作品

### 長編
- ミツバチのささやき El Espiritu de la colmena（1973年）
- エル・スール El Sur（1983年）
- マルメロの陽光 El Sol del membrillo（1992年） ※ドキュメンタリー映画
- 瞳をとじて Cerrar los ojos（2023年）

### オムニバス
- 挑戦 Los Desafios（1969年）
- 10ミニッツ・オールダー 人生のメビウス/ライフライン Ten Minutes Older: The Trumpet / Lifeline（2002年）
- 3.11 A Sense of Home Films（2011年）- 東日本大震災を受けての短編映画集
- ポルトガル、ここに誕生す〜ギマランイス歴史地区（2012年）